# Madison Love
Madison Love (* 21. dubna 1995 Los Angeles, Kalifornie) je americká zpěvačka a textařka. Narodila se a vyrůstala v Los Angeles. Její otec Roger Love je trenér zpěvu. Přestěhovala se do New Yorku a začala se věnovat psaní písní během studia na Clive Davis Department of Recorded Music na škole New York University Tisch School of the Arts, kterou později absolvovala. Textařsky spolupracovala na písních pro umělce, jako jsou například Katy Perry, Zara Larsson, Lady Gaga, Ava Max, Selena Gomez, Ally Brooke, Camila Cabello, Hayley Kiyoko, MØ, Fifth Harmony, Pitbull, Benjamin Ingrosso, Astrid S, Jasmine Thompson, Madison Beer a Jason Derulo.